# Wintrebertia zebra
Wintrebertia zebra är en insektsart som beskrevs av Marius Descamps 1971. Wintrebertia zebra ingår i släktet Wintrebertia och familjen Euschmidtiidae. Inga underarter finns listade i Catalogue of Life.